# むりかべ
むりかべは、Windows 7 Starterでデスクトップの背景を変更するためのフリーウェアである。

## 概要
Windows 7においては、Starterのみ壁紙変更不可の制約が存在するが、Windows 7 Starterでも壁紙を変更できるようにしたのが本ツールである。
むりかべの仕組みは「OSの標準壁紙描画処理を任意の壁紙描画処理に切り替える」というもの。
2009年10月24日にベータ版が公開され、同年11月3日に正式版が公開された。
むりかべ（無理壁）の名前の由来は「無理矢理壁紙を上書きする」という理由。
対応ファイルはJPEG、GIF、BMPでPNG、TIFFは非対応。

## 開発の経緯
作者は、以下のような理由で本ソフトの制作に至ったという。
「Windows7 Starterで壁紙が変更できないという欠点がある。ほとんどのネットブックにはWindows 7 Starterがプリインストールされている。選択した理由はいろいろあるだろうが、検討過程においては壁紙が変えられないなんて思っていないユーザが多い。そもそも、このご時世において、壁紙が変更できない方がどうかしており、OSとして致命的であるはず。マイクロソフトが圧倒的に有利な立場を利用して自分たちの都合を押し付けようとしたことに対する反骨心によって開発した」

## 備考
本ツールはWindows 7 Starter専用となっており、ベータ版を除きWindows 7以外のOS及びHome Basic以上のWindows 7ではエラーメッセージが出て起動停止する。

## 変更履歴
2009年10月24日 むりかべVer0.0.0.1 ベータ版リリース
- 設定ダイアログからの壁紙変更
- ペイントからの壁紙変更

2009年11月3日 むりかべVer1.00 正式版リリース
- プラットフォームチェックを追加 (Windows7 Starter専用)
- 二重起動禁止処理を追加 (二重起動時は設定ダイアログを開く)
- 設定、及びバージョン表示ダイアログ表示中はポップアップメニューを禁止にした
- ポップアップメニューが消えないことがある不具合を修正
- むりかべ異常終了時、システムへ悪影響を与えないよう処理方法を配慮
- むりかべ異常終了後、むりかべを再起動することで正常状態へ復帰できるようにした
- デスクトップの中央に白い点が表示される不具合を修正
- 設定ダイアログ表示位置を中央・最前面表示へ改善
- 設定ダイアログにスタートアップ登録オプション追加
- ファイルを開くダイアログでファイルの種類にJEPGが重複登録されていたのを修正
- バージョン表示ダイアログを中央・最前面表示に変更
- インストーラ対応を考えて予約機能を追加
- その他に軽微な修正を少々

2009年11月7日 むりかべインストーラ版リリース
2009年11月10日 むりかべVer1.01リリース
- 16bppで壁紙が表示できない問題を修正。

2010年1月31日.むりかべVer1.10 リリース
- タスクバー半透明設定
- システム設定を変更すると壁紙の設定が変わってしまうことがある
- 高負荷状態で起動すると壁紙が表示される前にグレー表示される
- 内部処理を一部変更

2010年4月8日 むりかべVer1.11 リリース
- アスペクト比を保持したままズームするモードを追加
- 「Windows7ベーシック」以外では警告ダイアログを表示するようにした

2010年5月30日.むりかべVer1.12 リリース
- インストール直後にタスクバーが透明化されてしまう問題を修正（新規インストールの場合のみ発生）
- 壁紙ファイルの選択でTIFF/PNG形式が選択できてしまう問題を修正

2010年6月6日 むりかべVer1.12 英語版リリース

## 類似のソフトウェア
- Starter Wallpaper Changer